# Wonthaggi
Wonthaggi – miasto w Australii, w stanie Wiktoria.